# Ronald Dassen
Ronald Dassen (Stein, 22 augustus 1975) is een Nederlands voetballer.
Dassen maakte in het seizoen 1994-1995 zijn debuut bij Fortuna Sittard. Hij speelde daar tot het seizoen 1998-1999. In de winterstop van dat seizoen maakte hij de overstap naar Helmond Sport, omdat hij bij Fortuna nauwelijks aan spelen toekwam.
Hij speelde anderhalf seizoen voor Helmond Sport, waarna hij terugkeerde naar Fortuna Sittard. Omdat hij nog steeds niet goed genoeg werd gevonden en dus niet speelde, keerde hij voor vier seizoenen terug naar Helmond Sport. Daar kreeg hij voldoende speeltijd, maar toen in 2004 Fortuna zich weer meldde was zijn keuze snel gemaakt.

## Clubs
| Seizoen | Club            | Competitie     | Wedstrijden | Doelpunten |
| ------- | --------------- | -------------- | ----------- | ---------- |
| 1994/95 | Fortuna Sittard | Eerste divisie | 7           | 0          |
| 1995/96 | Fortuna Sittard | Eredivisie     | 5           | 0          |
| 1996/97 | Fortuna Sittard | Eredivisie     | 0           | 0          |
| 1997/98 | Fortuna Sittard | Eredivisie     | 4           | 1          |
| 1998/99 | Fortuna Sittard | Eerste divisie | 0           | 0          |
| 1998/99 | Helmond Sport   | Eerste divisie | 16          | 3          |
| 1999/00 | Helmond Sport   | Eerste divisie | 28          | 4          |
| 2000/01 | Fortuna Sittard | Eredivisie     | 1           | 0          |
| 2000/01 | Helmond Sport   | Eerste divisie | 22          | 0          |
| 2001/02 | Helmond Sport   | Eerste divisie | 26          | 2          |
| 2002/03 | Helmond Sport   | Eerste divisie | 15          | 1          |
| 2003/04 | Helmond Sport   | Eerste divisie | 22          | 1          |
| 2004/05 | Fortuna Sittard | Eerste divisie | 29          | 3          |
| 2005/06 | Fortuna Sittard | Eerste divisie | 28          | 0          |
| 2006/07 | Fortuna Sittard | Eerste divisie | 27          | 1          |
| Totaal  | Totaal          | Totaal         | 230         | 14         |